# Spyker F8-VII
Chronologie des modèles (2007)
La Spyker F8-VII (et son évolution Spyker F8-VII-B apparue en course à partir du Grand Prix d'Italie) est la monoplace de Formule 1 engagée par l'écurie hollandaise Spyker F1 Team dans le championnat du monde de Formule 1 2007. C'est la première monoplace construite par cette écurie, née du rachat de Midland F1 Racing. Elle est pilotée par l'Allemand Adrian Sutil, le Néerlandais Christijan Albers, l'Allemand Markus Winkelhock et le Japonais Sakon Yamamoto. Les pilotes d'essais sont le Malaisien Fairuz Fauzy, le Néerlandais Giedo Van der Garde et les Espagnols Adrián Vallés et Roldán Rodríguez.
Le moteur équipant la F8-VII est le même que celui équipant les Ferrari F2007 et les Toro Rosso STR2, mais il est utilisé sous le nom 056H.
La voiture boucle six tours en tête lors du Grand Prix d'Europe grâce à Winkelhock. L'Allemand, qualifié dernier, est le seul à prendre le départ en pneus pluie sur une piste sèche, mais sous un ciel menaçant. La pluie s'abat dès le départ, forçant tous les autres pilotes à rentrer aux stands pour changer de gommes, laissant Winkelhock seul en tête.
Une version B de la monoplace, revue et corrigée au niveau aérodynamique et mécanique, particulièrement au niveau du train arrière, est introduite au Grand Prix d'Italie.
Adrian Sutil marque le seul point de l'équipe au Grand Prix du Japon, en profitant de la disqualification de Vitantonio Liuzzi.
À la fin de la saison, Spyker F1 Team termine dixième du championnat des constructeurs avec un point. L'équipe est revendue à un consortium indien mené par Vijay Mallya et devient Force India à partir de la saison suivante.

## Force India F8-VII-B

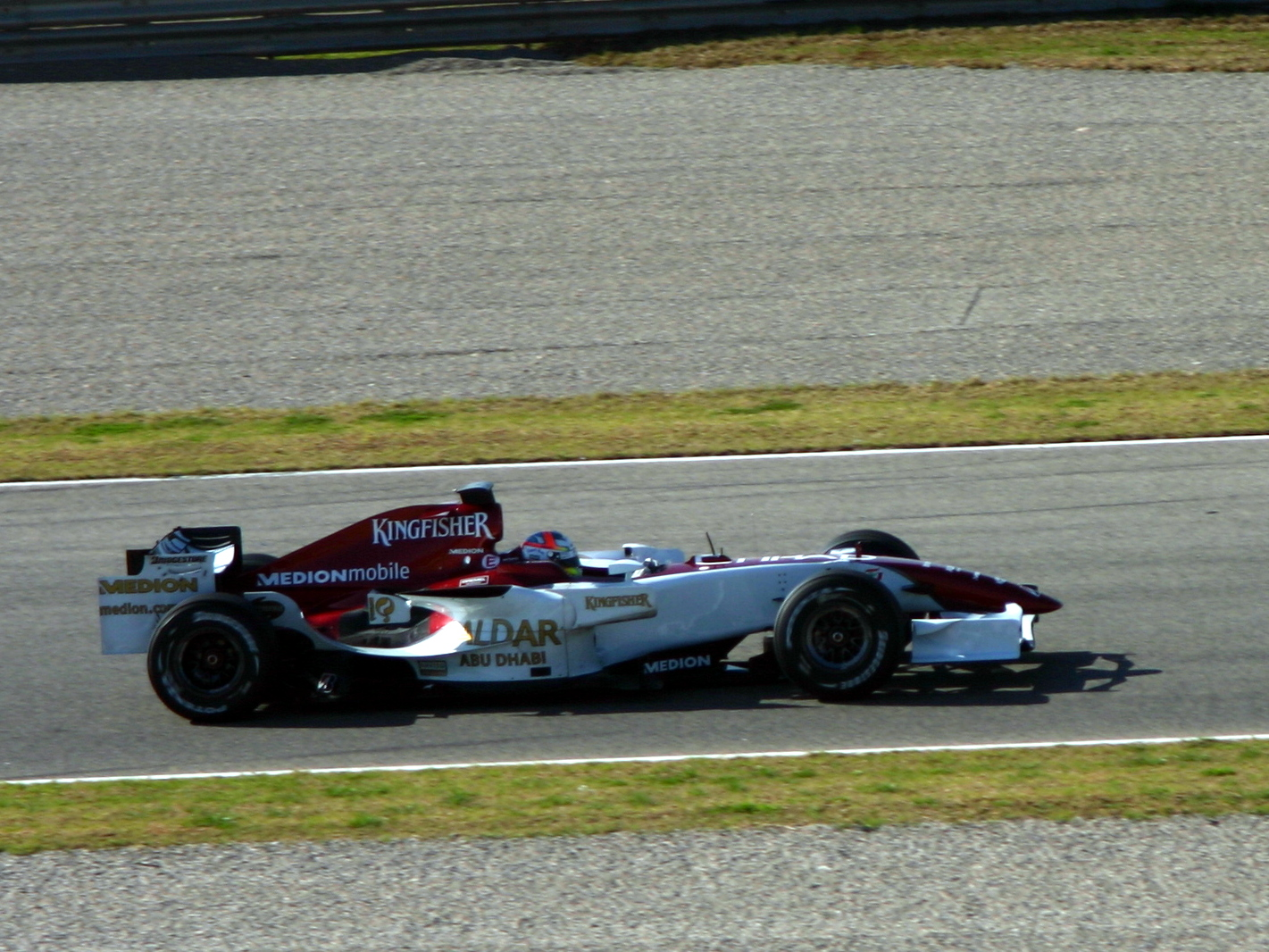
Adrian Sutil à bord de la Force India F8-VII-B lors d'essais en janvier 2008

Lors de l'intersaison 2007-2008, l'écurie Force India utilise une Spyker F8-VII-B adaptée à la réglementation technique de 2008 pour mener ses essais. Cette monoplace est pilotée par Roldán Rodríguez, Adrian Sutil, Giedo van der Garde, Christian Klien, Vitantonio Liuzzi, Ralf Schumacher, Giancarlo Fisichella et Frank Montagny.

## Résultats en championnat du monde de Formule 1
| Saison | Écurie                      | Moteur       | Pneus       | Pilotes           | Courses | Courses | Courses | Courses | Courses | Courses | Courses | Courses | Courses | Courses | Courses | Courses | Courses | Courses | Courses | Courses | Courses | Points inscrits | Classement |
| Saison | Écurie                      | Moteur       | Pneus       | Pilotes           | 1       | 2       | 3       | 4       | 5       | 6       | 7       | 8       | 9       | 10      | 11      | 12      | 13      | 14      | 15      | 16      | 17      | Points inscrits | Classement |
| ------ | --------------------------- | ------------ | ----------- | ----------------- | ------- | ------- | ------- | ------- | ------- | ------- | ------- | ------- | ------- | ------- | ------- | ------- | ------- | ------- | ------- | ------- | ------- | --------------- | ---------- |
| 2007   | Etihad Aldar Spyker F1 Team | Ferrari 056H | Bridgestone |                   | AUS     | MAL     | BAH     | ESP     | MON     | CAN     | USA     | FRA     | GBR     | EUR     | HON     | TUR     | ITA     | BEL     | JAP     | CHI     | BRÉ     | 1               | 10e        |
| 2007   | Etihad Aldar Spyker F1 Team | Ferrari 056H | Bridgestone | Adrian Sutil      | 17e     | Abd     | 15e     | 13e     | Abd     | Abd     | 14e     | 17e     | Abd     | Abd     | 17e     | 21e     | 19e     | 14e     | 8e      | Abd     | Abd     | 1               | 10e        |
| 2007   | Etihad Aldar Spyker F1 Team | Ferrari 056H | Bridgestone | Christijan Albers | Abd     | Abd     | 14e     | 14e     | 19e     | Abd     | 15e     | Abd     | 15e     |         |         |         |         |         |         |         |         | 1               | 10e        |
| 2007   | Etihad Aldar Spyker F1 Team | Ferrari 056H | Bridgestone | Markus Winkelhock |         |         |         |         |         |         |         |         |         | Abd     |         |         |         |         |         |         |         | 1               | 10e        |
| 2007   | Etihad Aldar Spyker F1 Team | Ferrari 056H | Bridgestone | Sakon Yamamoto    |         |         |         |         |         |         |         |         |         |         | Abd     | 20e     | 20e     | 17e     | 12e     | 17e     | Abd     | 1               | 10e        |

Légende : ici 